# Regne de Jerusalem
El Regne de Jerusalem o Regne Llatí de Jerusalem fou un estat croat fundat a Terra Santa el 1099 seguint la conquesta de Jerusalem en la Primera Croada. El seu primer governant, Jofré de Bouillon, exercí el poder amb el títol de defensor del Sant Sepulcre, puix que es negava a «portar corona d'or on Crist l'havia portada d'espines», però el seu germà i successor, Balduí I (r. 1100-1118), sí que es feu coronar en accedir al tron.
Va ser destruït el 1291 amb la conquesta d'Acre. La capital era Jerusalem i el seu territori es troba actualment inclòs en els estats d'Israel i Jordània.

## Fundació i història inicial

Els estats croats el 1102

La Primera Croada es va iniciar a conseqüència del Concili de Clarmont, convocat pel papa Urbà II el 1095. El seu principal objectiu era la conquesta de Terra Santa. El Regne com a tal va néixer amb la presa de Jerusalem el 1099, el punt àlgid de la croada. Jofré de Bouillon, duc de Lorena i un dels principals caps de la croada, va ser escollit com a primer rei. No obstant això, va refusar prendre aquest títol, al·legant que un home no havia de dur una corona on Crist havia dut la corona d'espines; en el seu lloc, va triar el títol d'Advocatus Sancti Sepulchri ('Defensor del Sant Sepulcre'). La fundació del Regne de Jerusalem va quedar finalment assegurada amb la derrota de l'Egipte fatimita en la batalla d'Ascaló.
Al principi va haver certs dubtes sobre com hauria d'organitzar-se políticament el territori. Alguns croats pensaven que havia de ser governat com una teocràcia pel papa, una idea que el legat papal, Daimbert de Pisa va tractar d'imposar el 1100. Jofré possiblement hagués estat d'acord amb això i hagués intercanviat el regne teocràtic de Jerusalem per un de secular a Egipte, però durant el seu curt regnat es van crear a Jerusalem les bases d'un regne secular, malgrat els esforços de Daimbert. Ràpidament s'hi va establir una jerarquia catòlica que va substituir les autoritats cristianes ortodoxes, gregues i sirianes: un patriarca llatí es va instal·lar a Jerusalem, i amb ell gran nombre de bisbes i arquebisbes que depenien d'ell. Jofré va morir el 1100. El seu germà i successor, Balduí I, es va decantar clarament per una monarquia secular a l'estil de les de l'Europa occidental. Balduí no era tan escrupolós com el seu germà, i es va fer coronar rei de Jerusalem (encara que Daimbert, llavors patriarca llatí de Jerusalem es va negar a coronar-lo en aquesta ciutat i la cerimònia va tenir lloc a Betlem).
Balduí va estendre amb gran èxit les fronteres del regne, en conquistar els ports d'Acre (1104), Beirut (1110) i Sidó (1111), al mateix temps que exercia la seva sobirania sobre altres estats croats: el Comtat d'Edessa (que ell havia fundat), el Principat d'Antioquia, i més tard, quan es va conquistar Trípoli, el Comtat de Trípoli. Igualment va tenir èxit en la seua defensa dels regne enfront de les successives invasions musulmanes que va haver d'afrontar: la dels fatimites d'Egipte, als quals va vèncer en Ramla i en diferents llocs al sud-oest del regne; i la dels musulmans de Damasc i Mossul, al nord-est, el 1113. Així mateix, va ser testimoni d'un augment del nombre d'habitants llatins, degut al fet que la petita croada del 1101 va portar reforços per al regne. Les ciutats estat italianes de Venècia, Pisa i Gènova van començar a tenir un paper molt important en el regne. Les seves flotes ajudaven a la presa dels ports, on posteriorment se'ls concedien barris que tenien gran autonomia econòmica. Balduí també va repoblar Jerusalem amb cristians nadius, després de la seva expedició més enllà del riu Jordà el 1115. De totes maneres el regne mai va superar el seu aïllament geogràfic d'Europa, ni va ser capaç d'augmentar les seves fronteres més cap a l'est per tal de crear un front amb més possibilitats de defensa. Durant la major part de la seva història, el regne va restar confinat a una estreta franja de terra entre el Mediterrani i el riu Jordà; els territoris més enllà del Jordà estaven subjectes a guerres i constants razzies, que finalment van provocar la seva caiguda.
Balduí I va morir sense hereus en 1118 i el va succeir el seu cosí, Balduí de Le Bourg, comte d'Edessa; Balduí II va ser igualment un rei capaç i va saber defensar-se enfront dels atacs de fatimites i seljúcides. En el seu regnat es va establir el primer dels ordes militars i les fronteres del regne van seguir eixamplant-se amb la captura de la ciutat de Tir el 1124. La influència del Regne de Jerusalem es va estendre igualment sobre Edessa i Antioquia, en les quals Balduí II va actuar com a regent en morir els seus governants en el camp de batalla, encara que Balduí mateix va ser derrotat i dut a la presó pels turcs seljúcides diverses vegades al llarg del seu regnat, i el mateix Regne de Jerusalem hagué de ser governat per un regent. Les filles de Balduí es van casar amb familiars del comte d'Edessa i del príncep d'Antioquia. La seva filla Melisenda va ser declarada hereva i el va succeir a la seva mort el 1131.

## Vida al regne
La població del regne va ser sempre escassa: encara que constantment arribava un petit flux de colons i nous croats, la major part dels quals havien lluitat en la Primera Croada van tornar a les seves cases sense res més. Els llatins no van ser més que l'estrat superior situat sobre els musulmans nadius i la població siriana. No obstant això, Jerusalem va passar a ser coneguda com a Outremer, paraula francesa que significa Ultramar, i, conforme les noves generacions creixien en el regne, van començar a considerar-se orientals en comptes d'immigrants. Així, en molts sentits, es comportaven més com els orientals (sirians) que com els europeus occidentals d'aquells dies. Amb freqüència aprenien grec, àrab i altres idiomes orientals, i es casaven amb grecs i armenis. Tal com el cronista Fulqueri de Chartres va escriure: «Nosaltres, que érem occidentals, ara ens hem convertit en orientals».
Fulqueri, un participant en la Primera Croada, va continuar la seva crònica fins al 1127. Després no hi ha cap testimoni de l'esdevingut a Jerusalem fins a l'arribada de Guillem de Tir, arquebisbe de Tir i canceller de Jerusalem, que va començar a escriure al voltant del 1167 i va morir cap al 1184. No obstant això, els seus escrits inclouen molta informació sobre la Primera Croada i els anys transcorreguts entre la mort de Fulqueri i el seu temps. Des del punt de vista musulmà, estan les memòries d'Ussama ibn Múnqidh, un soldat i ambaixador de Damasc a Jerusalem i Egipte. Aquestes memòries, Kitab al i'tbiar, inclouen un relat molt viu de la societat creuada de l'est. La resta d'informació es pot obtenir de viatgers com Benjamí de Tudela i Ibn Jubayr.

### Demografia
El regne de Jerusalem es va basar en un sistema feudal similar al de l'Europa del seu temps, encara que amb importants trets propis. Per a començar, el regne ocupava només una petita franja de terreny i disposava d'escàs camp agrícola. En la zona, a diferència de l'Europa medieval, l'economia havia estat predominantment urbana des de temps immemorials. Encara que la noblesa tècnicament posseïa terra, preferia viure a Jerusalem o en altres ciutats, prop de la cort. Igual que a Europa, els nobles posseïen els seus propis vassalls, al mateix temps que ells mateixos eren vassalls del rei; no obstant això, la producció agrícola es regulava per l'equivalent musulmà del sistema feudal (denominat iqta), sistema que no va ser qüestionat pels croats. Encara que els musulmans (igual que els jueus i els cristians orientals) van ser perseguits a les ciutats (i als musulmans al principi se'ls va prohibir l'entrada a Jerusalem), en les zones rurals van continuar vivint com abans. Els rais, caps de la comunitat musulmana, eren una mena de vassall del noble propietari de la terra en la qual vivia, però com de fet els nobles croats eren terratinents absentistes, els rais i la seva comunitat tenien un alt grau d'autonomia. Conreaven aliments per als croats, però no estaven obligats a un servei militar com els vassalls europeus. Les ciutats estat italianes, per la seva banda, no pagaven gens a pesar de posseir barris en les ciutats portuàries. Com a resultat de tot això els exèrcits cristians solien ser petits, i compostos per individus pertanyents a les famílies franceses de les ciutats. El problema més gran de la societat croada era que un elevat percentatge de la població estava constituït per pelegrins i soldats que només romanien allí durant un temps. Per aquesta raó mai va arribar a consolidar-se una societat occidental estable i, per tant, es va fer necessari recórrer a la població local en la recerca d'efectius militars.
La manca de soldats es va solucionar parcialment amb la creació dels ordes militars. Els Templers i els Cavallers Hospitaler, ordes creats en els primers anys de la història del regne, amb freqüència prenien el lloc dels nobles en el camp de batalla. Encara que la seva caserna general estava a Jerusalem, els cavallers habitaven generalment en enormes castells i eren governats directament pel papa, no pel rei. Eren autònoms i, tècnicament, no estaven obligats a un servei militar, encara que de fet van participar en la major part de les batalles. En el segle xiii, Joan d'Ibelin, va escriure una llista dels feus i els senyors que els governaven; desgraciadament aquesta llista reflecteix el regne en el segle xiii, i no dona cap indicació de la població que no eren nobles ni dels que eren d'origen no europeu.

### Economia
La composició bàsicament urbana de la zona, juntament amb la presència dels mercaders italians, va dur al desenvolupament d'una economia que tenia molt més de comercial que no pas d'agrària. Palestina des de sempre havia estat una cruïlla de camins on es trobaven diferents rutes comercials; ara aquest comerç es va estendre fins a Europa. Els productes europeus com les llanes del Nord d'Europa, van arribar fins a Orient Mitjà i Àsia, mentre que els productes asiàtics arribaven a Europa. Jerusalem es va dedicar especialment al comerç de la seda, cotó i espècies; altres productes que es van donar a conèixer a Europa per primera vegada a causa del comerç iniciat per aquest regne van ser les taronges i el sucre. D'aquest últim producte diria Guillem de Tir: «és molt necessari per a la salut i la humanitat». Les ciutats estat italianes van extreure d'aquest comerç grans beneficis, que després es reflectirien en l'opulència del Renaixement, uns segles més tard.
Alhora, Jerusalem obtenia beneficis a través dels tributs, en primer lloc de les ciutats costaneres que encara no havia conquistat, i després dels estats veïns com Damasc i Egipte, als quals no va poder conquistar directament. Una vegada Balduí I va estendre els seus dominis més enllà del Jordà, Jerusalem també va obtenir beneficis de les taxes que cobrava a les caravanes que travessaven de Síria a Egipte o Aràbia. Aquesta economia monetària va permetre que el problema de l'escassetat d'efectius militars se solucionés contractant mercenaris, cosa poc habitual en l'Europa medieval. Els mercenaris podien ser croats europeus, o bé, amb més freqüència, soldats musulmans com els famosos turcoples.

### Govern i sistema legal

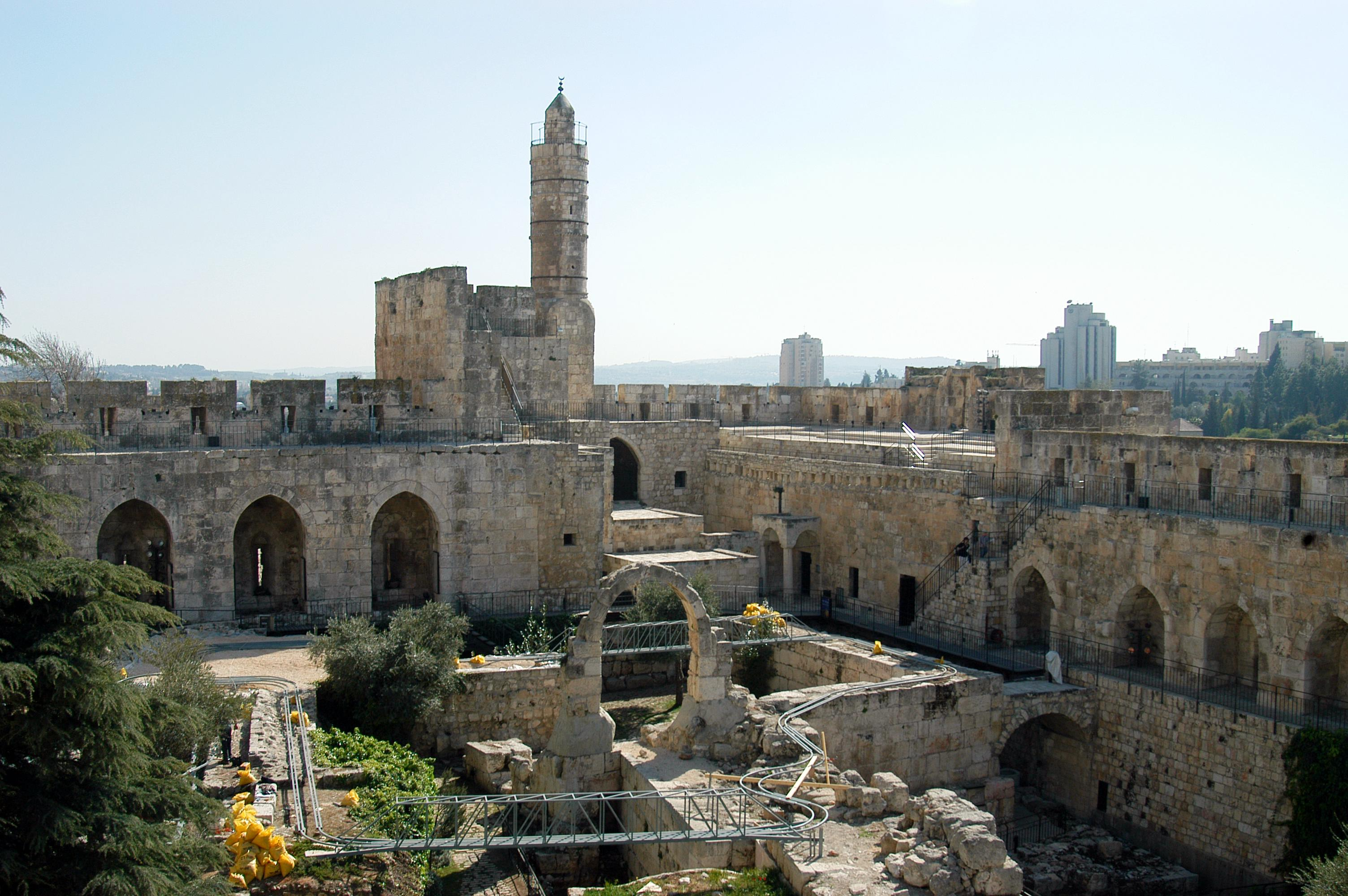
La Torre de David, a Jerusalem, en l'actualitat.

Amb les conquestes de la Primera Croada la terra va ser repartida entre els vassalls lleials a Jofré de Bouillon, creant-se d'aquesta manera un gran nombre de senyories dintre del regne. Així va continuar amb els successors de Jofré. A més, el rei era assistit per diversos funcionaris de l'estat. Atès que els nobles tendien a viure a la ciutat en comptes del camp, la seva influència sobre el rei era molt més gran del que era habitual a Europa. Els nobles constituïen la Haute Cour (Cambra Alta), una forma inicial de parlament que també s'estava ja desenvolupant a Europa. La Cambra Alta estava formada pels bisbes i els nobles més importants, i era la responsable de confirmar l'elecció del nou rei (o la regència si es donava el cas), recaptar impostos, encunyar moneda, assignar diners al rei i reclutar exèrcits. La Haute Cour era l'únic òrgan judicial per als nobles del regne, i actuava en casos com assassinat, violació i traïció, o simplement en disputes entre senyors feudals tals com recuperació d'esclaus, venda i compra de feus, i incompliment de serveis. Els càstigs podien arribar a la confiscació de la terra i exili, o, en casos extrems, a la mort. Les primeres lleis del regne van ser establertes, segons la tradició, durant el curt regnat de Jofré de Bouillon, però el més probable és que fossin promulgades per Balduí II el 1120, encara que en realitat no ha sobreviscut cap llei escrita d'abans del segle xiii. La compilació legal del segle xiii s'anomena Assises de Jerusalem.
Havia altres càmeres o tribunals de menor importància, per a llatins no nobles així com per a no llatins: La Cour des Bourgeois era el tribunal per als llatins no nobles, i també hi havia tribunals especials com el Cour de la Fond i el Cour de la Mer utilitzats per als mercaders de les ciutats costaneres. Els tribunals islàmics van continuar com abans de la invasió, i també els tribunals dels cristians orientals, encara que els crims importants eren jutjats també en la Cour des Bourgeois (o fins i tot la Haute Cour, si el crim era els suficientment greu).
El rei era el president de la Haute Cour, encara que legalment era primus inter pares. El rei i aquesta càmera es localitzaven normalment a Jerusalem, però el rei podia fer reunions (corts) també a Acre, Nablus o Tir, o on es donés el cas. A Jerusalem la família reial vivia en el palau i altres edificis que se situaven als voltants de la Torre de David, o bé, com a alternativa, en la Muntanya del Temple, on els Cavallers Templers tenien la seva caserna general.

## Jerusalem a mitjans delseglexii

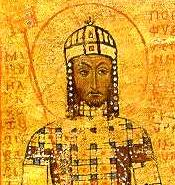
Fresc de l'emperador romà d'Orient Manuel I Comnè, qui es va convertir en un aliat important del Regne de Jerusalem.

A Balduí II el va succeir el 1131 la seva filla Melisenda, que va regnar juntament amb el seu marit Folc, primer comte d'Anjou (Folc de Jerusalem). Durant el seu regnat va tenir lloc l'apogeu artístic i econòmic del regne, amb l'edició del Missal de la reina Melisenda, encarregat entre el 1135 i el 1143, i la construcció de l'església del Sant Sepulcre, que fou acabada el 1149, en estil gòtic occidental. Folc va haver d'enfrontar-se a un nou i perillós enemic: l'atabeg Imad al-Din Zengi I de Mossul, que es va estendre sobre Alep. Encara que durant tot el seu regnat va aconseguir mantenir-lo a ratlla, Guillem de Tir va criticar Folc per no haver assegurat millor les fronteres; els estats croats del nord, a més, van començar a ressentir-se de la sobirania de Jerusalem i van iniciar intrigues contra el seu rei. Folc va morir en un accident durant una cacera el 1143, i Zengi va aprofitar aquesta mort per a conquistar el Comtat d'Edessa el 1144. La reina Melisenda, en aquell moment regent del seu fill primogènit, Balduí III, va designar un nou conestable que va esdevenir el nou dirigent de l'exèrcit, Manasses de Hierges.
L'any 1147 va arribar a Terra Santa una Segona Croada. Els components d'aquesta Segona Croada es van trobar a Acre el 1148. Per a intentar frenar els avanços de Zengi i del seu fill i successor Nur al-Din Mahmud, els reis croats Lluís VII de França i Conrad III d'Alemanya van decidir atacar l'emir de Damasc, aliat del regne de Jerusalem. Els croats occidentals veien en Damasc un objectiu fàcil i el jove Balduí III, possiblement desitjós d'impressionar els monarques europeus, va estar d'acord amb els plans, que es van dur a terme a pesar de l'oposició de la reina Melisenda i el seu conestable Manasses, que opinaven que l'objectiu principal hauria de ser la ciutat d'Alep, ja que amb la seva presa hauria més possibilitats de reconquistar Edessa. La croada va acabar en derrota el 1148 en el desastrós setge de Damasc.
Melisenda va continuar el seu mandat com a regent malgrat que Balduí havia arribat a la majoria d'edat. Finalment Balduí va enderrocar la seva mare el 1153, arribant ambdós a un acord consistent a dividir el regne en dos: Balduí governaria des d'Acre al Nord i Melisenda al Sud des de Jerusalem, però els dos sabien per endavant que la situació era inestable. Així, Balduí, molt aviat va envair els terrenys de la seva mare, va derrotar Manasses, i va assetjar la seva mare, que estava en la Torre de David, a Jerusalem. Melisenda finalment es va rendir i va abandonar la regència deixant al seu fill Balduí III com a únic monarca. No obstant això, Balduí la va tornar a nomenar regent i consellera en cap a l'any següent. Balduí III va conquistar els reis fatimins a Ascaló, el seu últim bastió a la costa palestina. Al mateix temps la situació general dels croats empitjorava cada dia, ja que Nur al-Din Mahmud va aconseguir prendre Damasc i d'aquesta manera es va unificar tot Síria sota el seu mandat.
Balduí III dugué a terme la primera aliança directa amb l'Imperi Romà d'Orient, en casar-se amb Teodora Comnena, neboda de l'emperador Manuel I Comnè; Manuel també es va casar amb Maria d'Antioquia, cosina de Balduí. Malgrat això, Balduí III va morir sense descendència el 1162, un any després de la seva mare Melisenda, i el regne va ser heretat pel seu germà Amalric I. El regnat d'Amalric es va caracteritzar per la lluita aferrissada pel control d'Egipte, entre Amalric d'una banda i per l'altra Nur al-Din i el seu astut subordinat Saladí (no sempre desitjós d'actuar). La primera expedició d'Amalric va tenir lloc el 1163, i una llarga sèrie d'aliances i contra aliances entre Amalric, els visirs d'Egipte i Nur al-Din va fer que es realitzessin quatre invasions més a Egipte fins a l'any 1169. Les campanyes a Egipte van ser sufragades per Manuel Comnè i Amalric es va casar amb una altra neboda d'aquest emperador, Maria Comnena, encara que de fet, una aliança completa entre croats i romans d'Orient no es va arribar a realitzar. Finalment Amalric no va aconseguir conquistar Egipte i Nur al-Din va obtenir la victòria, establint-se Saladí com a soldà d'Egipte. Tant la mort d'Amalric com la de Nur al-Din el 1174 van afermar el domini de Saladí, el govern del qual es va estendre ràpidament també per les possessions sirianes de Nur al–Din, envoltant completament el regne croat.

## Desastre i recuperació

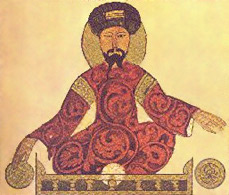
Saladí, en un còdex àrab del.

A Amalaric el va succeir el seu fill Balduí IV, malalt de lepra des de la infància. Durant el seu regnat l'estat va començar a col·lapsar-se internament. Els enllaços matrimonials van desembocar en dues faccions que competien entre si. Una d'elles era el partit de la Cort, que girava al voltant de la família reial i el líder de la qual era la mare de Balduí IV, la primera esposa d'Amalaric, Agnès de Courtenay (aquest matrimoni va ser anul·lat per haver consanguinitat entre ambdós, raó per la qual posteriorment es va poder casar, com s'ha dit, amb Maria Comnena), que tenia una gran influència tant en el regne com sobre el seu fill Balduí IV. Agnès, per la seva banda, rebia suport d'un gran nombre de parents nouvinguts al regne, entre els quals s'incloïen Reinald de Chatillon, Guiu de Lusignan i Amalric II de Lusignan, als quals la reina mare donava el seu suport polític. Heracli, arquebisbe de Cesarea i més tard Patriarca, també donava suport Agnès. La segona facció estava formada, pel partit dels nobles, el líder dels quals era el comte Ramon III de Trípoli, i que rebia suport la noblesa que portava més temps establerta en el regne, descendents tots ells dels primers croats, com la família Ibelin. Balduí IV, en ser leprós, mai podria casar-se i, per tant, donar un hereu al regne, d'aquesta manera la successió es va enfocar cap a la seva germana Sibil·la. Ramon de Trípoli, que actuava com a regent al principi del regnat de Balduí IV, va fer casar Sibil·la amb Guillem V de Montferrat, de qui va quedar embarassada del futur Balduí V, però al cap de poc Guillem va morir. Mentrestant, el partit dels nobles va obtenir un aliat molt poderós, la mare política de Balduí IV, Maria Comnena, que es va casar amb Balian d'Ibelin.
Balduí IV va arribar a la majoria d'edat el 1176 i a pesar de la seva malaltia ja no va tenir necessitat alguna del suport legal d'un regent. Sent rei, va derrotar Saladí en la batalla de Montgisard el 1177, donant un respir a Jerusalem enfront dels continus atacs de Saladí. Cap al 1180 la salut de Balduí empitjorà, i Sibil·la fou casada per segona vegada amb Guiu de Lusignan, partidari d'Agnès i a qui es va nomenar regent del regne. Aquesta regència va trobar gran oposició per part del partit de la noblesa, que el consideraven incompetent i es van negar a seguir-lo com a líder en la guerra. El 1183 Ramon i els nobles van obligar que el fill de Sibil·la, Balduí V, fos coronat com a copríncep regnant juntament amb el seu oncle Balduí IV, decidint-se que quan ell morís el seu nebot li heretaria, evitant completament el mandat de Sibil·la i Guiu.
Balduí IV va morir el 1185, i Balduí V va heretar el regne sent el seu regent Ramon. La crisi successòria va fer que s'enviés una missió a Occident amb la finalitat de recaptar ajuda, el patriarca Heracli va viatjar per totes les corts d'Europa, però ningú va respondre a la seua crida. La Crònica de Ralph Niger explica que les seves enormes despeses així com la seva opulenta vestimenta ofenien les sensibilitats dels europeus occidentals, ostentació que no consideraven adequada per a un patriarca; si Orient era tan ric com per a permetre aquestes despeses, no calia cap ajuda per part seva. Heracli va oferir el regne tant a Felip II de França com a Enric II d'Anglaterra; aquest últim, com a renebot de Folc, cosa que el feia primer de la família reial i a més havia promès anar a la croada uns anys abans, després de l'assassinat de Thomas Beckett, no obstant això, va preferir romandre en el seu regne per a defensar els seus territoris.
Segons Ralph, el patriarca Heracli va arribar a oferir la corona a qualsevol altre príncep que acudís a Terra Santa, però ningú va mostrar el més mínim interès. Balduí V era un nen malaltís i va morir l'any següent. El regne llavors va ser heretat per la seva mare Sibil·la, amb la condició que el seu matrimoni amb Guiu de Lusignan fos anul·lat, cosa amb la qual ella va estar d'acord sempre que pogués triar el seu següent marit. Sibil·la, en ser coronada va triar com a espòs una altra vegada Guiu. El partit dels nobles havia estat burlat, raó per la qual van intentar portar a terme un cop d'estat, triant com a reina la germanastra de Balduí i Sibil·la, Isabel, casada amb Humfred IV de Toron. No obstant això, Humfred no va voler iniciar una guerra civil, i va abandonar el partit dels nobles. Ramon, disgustat, va tornar a Trípoli, i amb ell altres nobles com Balduí d'Ibelin.

### Pèrdua de Jerusalem i Tercera Croada

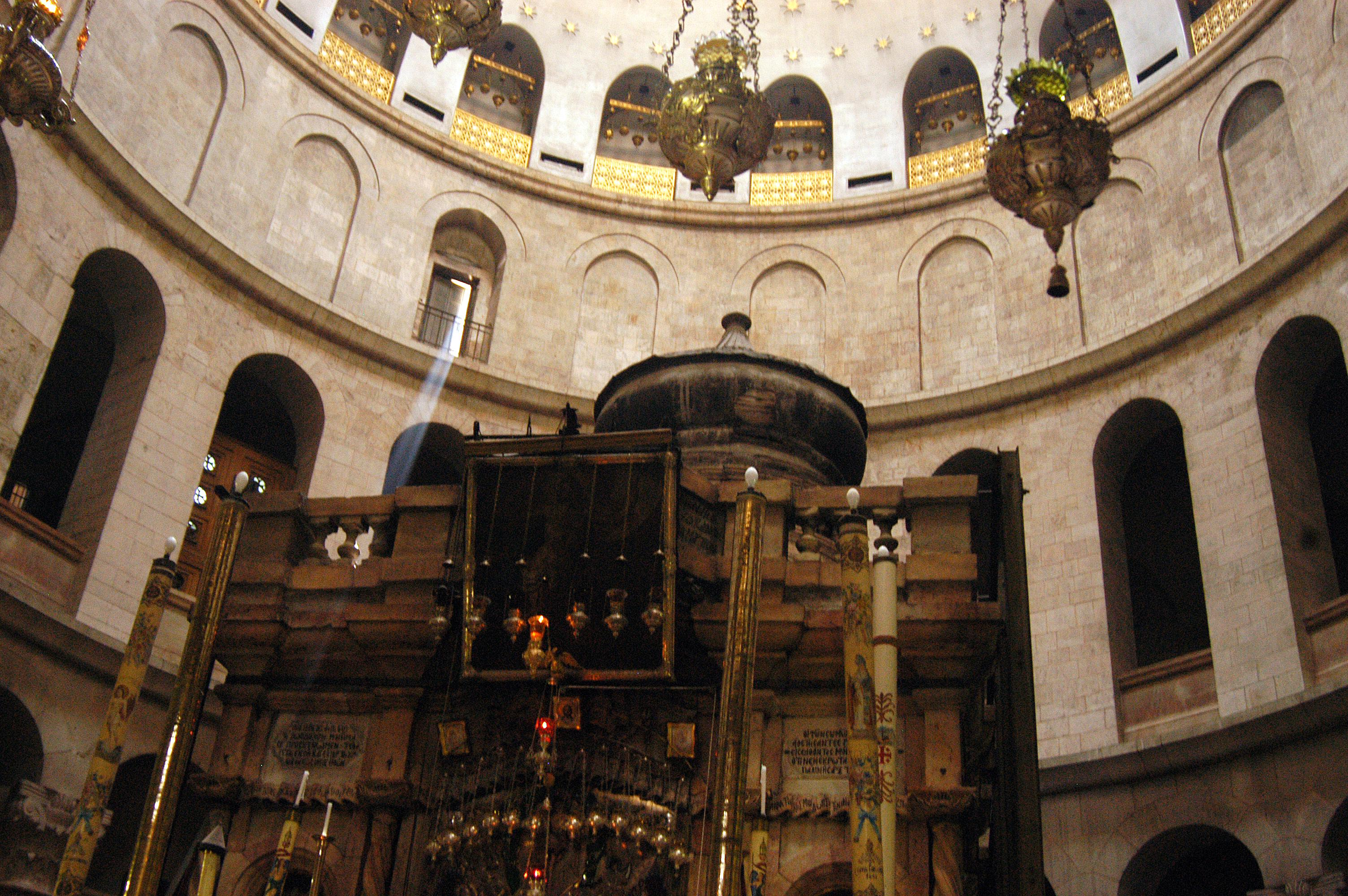
Interior de l'Església del Sant Sepulcre, sobre el Mont Gòlgota.

La Mediterrània oriental a l'inici de la Tercera Croada, el 1190.

Guiu de Lusignan va demostrar ser un pèssim governant. El seu millor aliat, Reinald de Châtillon, senyor de la Transjordània i de la fortalesa de Kerak, (bandit amb el títol de cavaller que no es considerava lligat per les treves signades) va provocar Saladí iniciant una campanya per arribar al mar Roig i duent-lo a una guerra oberta en atacar caravanes musulmanes i amenaçant la pròpia Meca mitjançant atacs pirates als vaixells de pelegrins. L'atac portat a terme contra una caravana en la qual viatjava la germana de Saladí va ser la gota que va fer vessar el got. Per a empitjorar les coses, Ramon de Trípoli s'havia aliat amb Saladí contra Guiu i l'havia permès ocupar el seu feu de Tiberíades amb una petita guarnició. Guiu, de fet, estava a punt d'atacar Ramon fins que Balian d'Ibelin i el partit dels nobles va aconseguir que es reconciliessin el 1187, d'aquesta manera, ambdós es van unir per atacar Saladí a Tiberíades. No obstant això, Guiu i Ramon no van ser capaços de posar-se d'acord per fer un pla d'atac, i el 4 de juliol del 1187, l'exèrcit del regne va ser vençut totalment en la batalla de Hattin. Reinald va ser executat personalment per Saladí i Guiu va quedar presoner a Damasc. Al llarg dels mesos següents, Saladí prengué Jerusalem i reconquistà la totalitat del regne, a excepció del port de Tir, ciutat que va aconseguir defensar-se sota la direcció del nouvingut Conrad I de Montferrat, i uns pocs reductes com el castell de Beaufort, que quedà en mans de Renaud de Sagette.
La presa de Jerusalem l'octubre d'aquest any commocionà Europa, cosa que va servir perquè es portés a terme la Tercera Croada que va arribar a les costes de Terra Santa el 1189, liderada per Ricard Cor de Lleó i Felip II de França, també conegut com a Felip August (Frederic I Barba-roja precisament va morir en el camí cap a la croada, ofegat en travessar un riu). Gràcies a l'esforç de Ricard la major part de les ciutats costaneres de Síria foren novament conquistades pels croats, especialment la ciutat d'Acre, encara que en aquest cas després d'un llarg setge en el qual el patriarca Heracli, la reina Sibil·la i molts altres van morir d'una epidèmia. Guiu de Lusignan a qui se li va negar l'entrada en la ciutat de Tir quan Conrad de Montferrat la defensava, ara no tenia cap dret legal sobre el Regne de Jerusalem i la successió va passar a Isabel, la germanastra de la reina Sibil·la. Conrad va argumentar contra el matrimoni d'Isabel amb Humfred que era il·legal, ja que ella tenia 11 anys quan es va celebrar i amb el suport de Felip II de França i els croats francesos va anul·lar dit vincle. D'aquesta manera Conrad es va casar amb Isabel, però va regnar per poc temps, ja que va ser apunyalat per la secta dels Hashshashin ("Assassins"). Isabel ràpidament va tornar a casar-se amb el comte Enric II de Xampanya. A Guiu, en compensació per tot l'esdevingut se li va atorgar el nou Regne de Xipre, illa que va conquistar Ricard Cor de Lleó camí d'Acre.
Mentrestant, l'ambient entre Ricard i Felip era de contínues disputes, que no acabaren fins que finalment Felip va tornar a França. Ricard va derrotar Saladí en la batalla d'Arsuf el 1191 i en la batalla de Jaffa el 1192, però no obstant això no va poder recobrar Jerusalem ni tampoc cap territori de l'interior del regne. La croada va arribar a la seva fi pacíficament, amb el Tractat de Ramla que es va negociar el 1192; Saladí va autoritzar el pelegrinatge a la ciutat de Jerusalem, permetent que els croats portessin a terme els seus vots per a després tornar a la seva terra. Els nobles croats nadius van reconstruir el regne, o el que en quedava d'ell, des de la ciutat d'Acre així com des d'altres ciutats costaneres.

## El Regne d'Acre

Els estats llatins d'Orient el 1229-1241.

Durant els cent anys següents, el Regne de Jerusalem es va mantenir en vida com un regne diminut abraçat a la costa siriana. La seva capital va ser Acre, i tot just incloïa un parell de ciutats destacades (Beirut i Tir), així com la sobirania sobre Trípoli i Antioquia. Saladí va morir el 1193, i els seus fills van lluitar entre ells tant com ell havia lluitat amb el regne croat. Enric de Xampanya va morir en un accident el 1197 i Isabel es va casar per quarta vegada amb Amalaric de Lusignan, el germà de Guiu. Es va idear una nova Croada, que seria la Quarta, però fou un fracàs absolut, ja que no es va fer contra els infidels sinó contra els mateixos cristians, i va finalitzar amb la presa i saqueig de Constantinoble el 1204, ni un sol dels seus croats va arribar al Regne de Jerusalem.

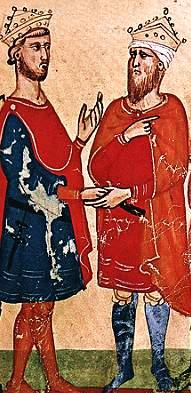
Frederic II (esquerra) coneix al-Kamil (dreta).

Isabel i Amalaric van morir el 1205 i altre cop una nena menor d'edat, Maria de Montferrat, filla d'Isabel i Conrad de Montferrat, va esdevenir la reina de Jerusalem. El 1210 (amb 18 anys) Maria es va casar amb un experimentat cavaller de seixanta anys, Joan de Brienne, qui va ser capaç de mantenir segur el regne. Es van fer plans per a recuperar Jerusalem en conquistar prèviament Egipte, que es va intentar mitjançant la fallida Cinquena Croada contra Damiata el 1217, en la qual Joan de Brienne també va intervenir. Posteriorment, Joan va viatjar per tot Europa buscant ajuda per al regne però solament la va obtenir de l'emperador Frederic II Hohenstaufen, que es va casar amb Violant, la filla de Maria i Joan. Frederic II va dur a terme la Sisena Croada el 1228, i va reclamar el Regne de Jerusalem en nom de la seva esposa, de la mateixa manera que havia fet Joan (i que ja no podia fer atès que Maria havia mort). Els nobles d'Ultramar, liderats per Joan d'Ibelin, es van ressentir dels intents de l'emperador d'imposar el seu mandat sobre el regne, el que va derivar en una sèrie de confrontacions militars tant en terra ferma com a l'illa de Xipre. Mentrestant, sorprenentment, Frederic II va aconseguir recuperar Jerusalem mitjançant un tractat amb el soldà aiúbida Al-Kàmil ibn al-Àdil. Aquesta recuperació va ser efímera, ja que la recuperació tot just incloïa una franja de terra que permetés defensar la ciutat, de manera que en 1244 la ciutat novament va ser reconquistada pels aiúbides. Es va dur a terme una nova croada (la Setena) sota el mandat de Lluís IX de França, però els seus resultats van ser gairebé nuls llevat de què va aconseguir que els aiúbides fossin reemplaçats pels mamelucs, molt més poderosos i que es van convertir el 1250 en els pitjors enemics dels croats.
Del 1229 fins a l'any 1268, els monarques van viure a Europa i normalment tenien un regne molt més gran del que preocupar-se. Els reis de Jerusalem estaven representats per vàlids i regents. El títol de Rei de Jerusalem va ser heretat per Conrad IV d'Alemanya, fill de Frederic II del Sacre Imperi Romanogermànic i Violant, i després pel seu fill Conradí de Sicília. Amb la mort de Conradí el regne va passar a Hug III de Xipre.
El regne es va embardissar en disputes entre els nobles de Xipre i la terra ferma, entre el que quedava dels nobles del Comtat d'Antioquia i comtat de Trípoli (ara unificats) i els governants del qual rivalitzaven per ser qui més influïen a Acre, i, per altra banda amb les ciutats estat italianes i els seus interessos comercials. Aquestes disputes van desembocar en la "Guerra de San Sabas" a Acre el 1257. Després de la Setena Croada ja no arribava des d'Europa cap exèrcit al regne, encara que el 1277 Carles d'Anjou va comprar el títol de Rei de Jerusalem a un pretendent al tron. Mai va posar un peu a Acre, però sí que va enviar un representant, qui, igual que els representants de Frederic II anteriorment va ser rebutjat per la noblesa d'Ultramar.
Als seus últims anys, les poques esperances dels croats estaven en els mongols, a qui se suposava partidaris dels cristians. Encara que els mongols van envair Palestina diverses vegades, també van ser repetidament rebutjats pels Soldanat Mameluc en la batalla d'Ain Jalut el 1260.
El 1265 Bàybars I va reunir un fort exèrcit amb el que va sortir del Caire (25 de gener de 1265) i va estar en campanya contra el regne de Jerusalem fins al 1271 conquerint diverses places fortes: Cesarea Marítima, Athlith, Haifa i Arsuf (1265), Safad conquerida després d'un dur setge (1266); Jaffa, el castell de Beaufort i Antioquia de l'Orontes (1268). Es va fer llavors un tractat amb el rei de la Petita Armènia que va haver de cedir territoris. El 1269 va fer el pelegrinatge a la Meca, però el 4 de setembre de 1269 va salpar de Barcelona la Croada de Jaume I amb un estol de 30 naus grosses i algunes galeres, amb vuit-cents homes escollits, almogàvers, templers, hospitalers i els fills naturals del rei Ferran Sanxis de Castre i Pere I Ferrandis d'Híxar, un exèrcit total de 2.500 homes. L'empresa va ser un fracàs total, ja que una tempesta va obligar la malmesa galera reial a refugiar-se a Aigües Mortes, prop de Montpeller, on el rei va desembarcar i va tornar per terra a Catalunya, mentre que només 11 naus van aconseguir arribar finalment a Sant Joan d'Acre dirigides per Sanxis de Castre i Ferrandis. L'arribada dels reforços cristians va ser resposta pel soldà amb un atac sobre Acre que va causar moltes baixes en els croats.
El 1270 Bàybars I va imposar tribut al senyor de les fortaleses ismaïlites. En la part final de l'ofensiva, Safitha, el Krak dels Cavallers, fins a arribar a Acre, que va caure el 1291, l'últim bastió conquistat pel soldà Al-Àixraf Khalil. Així, el Regne de Jerusalem va desaparèixer de la Terra Ferma, però els reis de Xipre durant dècades enginyaren plans per a tornar a Terra Santa, plans que mai es van portar a terme. Durant els segles següents i fins a la data, alguns monarques europeus han utilitzat el títol de Reis de Jerusalem.

## Escut d'Armes i Títol de Rei de Jerusalem
L'escut d'armes del Regne de Jerusalem, en el qual s'han fet diversos canvis és una creu d'or sobre camp de plata, el que és una ja famosa excepció de la regla heràldica que prohibeix posar metall sobre metall, o color sobre color. És un dels primers escuts dels quals es té notícia. Les creus són gregues, una més de les moltes influències romanes d'Orient d'aquest regne.

## Senyories
| - Senyoria d'Ascaló - Senyoria d'Arsur - Belfort - Belinas - Bethgibelin - Bethsan | - Beirut - Blanchegarde - Caymont - Senyoria de Cesarea - Principat de Galilea - Hebron | - Ibelin - Jaffa - Mirabel - Natzaret - Transjordània - Rama Lydda | - Sebastia - Scandelion - Sidó - Toron |